# Umbrella
"Umbrella" é uma canção da artista musical barbadense Rihanna, contida em seu terceiro álbum de estúdio Good Girl Gone Bad (2007). Conta com a participação do rapper estadunidense Jay-Z, e foi composta por ele juntamente a Christopher "Tricky" Stewart, Terius "The-Dream" Nash e Thaddis "Kuk Harrell, sendo produzida pelo primeiro. A sua gravação ocorreu nos estúdios Triangle Sound Studios em Atlanta, Geórgia, e Westlake Recording Studios, em Hollywood, Califórnia. Em janeiro de 2007, Stewart, Nash e Harrell encontraram-se nos Triangle Sound para criar novo material. Depois de escreverem uma nova faixa, eles decidiram entregá-la para Britney Spears, com quem haviam trabalhado anteriormente em "Me Against the Music"; contudo, a gravadora de Spears rejeitou-a. Posteriormente, Stewart e Nash decidiram enviá-la para outros selos, e entregaram-na para L.A. Reid, então chefe executivo da The Island Def Jam Music Group, que deu-a para Rihanna. Depois que a gravação dos vocais da cantora foi concluída, Jay-Z adicionou seus versos e reescreveu-os sem a ajuda de Stewart e Nash.
Inicialmente lançada na página da Def Jam Recordings, foi enviada para estações de rádio estadunidenses mainstream, rhytmic e urban em 29 de março de 2007, servindo como o single inicial de Good Girl Gone Bad. O seu lançamento digital ocorreu em 18 de maio do mesmo ano nos Estados Unidos, e foi posteriormente distribuída nos formatos de CD e maxi-single, além de vinil. Musicalmente, "Umbrella" é derivada do R&B e do hip hop, e apresenta fortes elementos do rock. Seu arranjo musical é composto por vocais, bateria e teclado. De acordo com Rihanna, a canção apresentou uma evolução sonora e também marcou a direção musical de seu terceiro disco. Liricamente, a protagonista usa um guarda-chuva como metáfora para convidar os ouvintes a ficarem de baixo de sua proteção em um dia chuvoso. Com isso, a interpretação da música se torna ambígua, podendo ser considerada como uma música sobre amor ou uma amizade.
"Umbrella" foi recebida de forma positiva pelos críticos musicais especializados, que prezaram os vocais convincentes de Rihanna no refrão e o gancho "ella, ella", definindo-a como um dos destaques do álbum. Consequentemente, foi listada por diversas publicações como uma das melhores canções de 2007, tendo sido incluída na 412ª posição da 500 melhores canções de todos os tempos divulgada pela Rolling Stone e vencendo o Grammy Award de Melhor Desempenho de Rap Melódico. Obteve um desempenho comercial positivo, atingindo a primeira colocação em diversos países ao redor do mundo, como Alemanha, Austrália, Canadá, Irlanda e Nova Zelândia. No Reino Unido, obteve a maior permanência no topo da UK Singles Chart na década de 2000, gerando polêmica devido ao fato de o país ter atravessado simultaneamente um forte período de enchentes provocadas pelas chuvas. Foi o segundo single mais comprado de 2007 nos Estados Unidos, onde liderou a parada Billboard Hot 100 por sete semanas consecutivas e recebeu uma certificação de diamante (10× platina), pela Recording Industry Association of America (RIAA) reconhecendo mais de 10 milhões de unidades adquiridas no país.
O vídeo musical correspondente foi dirigido por Chris Applebaum e estreou em 1º de maio de 2007 através do extinto programa musical televisivo Total Request Live. As cenas retratam Rihanna em diversos cenários executando diferentes coreografias e, em um deles, seu corpo está coberto de tinta prateada, cuja ideia foi uma das primeiras apresentadas pelo diretor quando estava desenvolvendo o trabalho. Foi mais tarde reconhecido como platina pela MTV Platinum and Gold Awards por ter sido visualizado mais de 8 mil vezes, e recebeu as condecorações de Vídeo do Ano nos MTV Video Music Awards de 2007. Em divulgação à "Umbrella", Rihanna apresentou-a na premiação supracitada e em diversos programas televisivos, incluindo-a no repertório das turnês Good Girl Gone Bad Tour (2007-09), Last Girl on Earth Tour (2010-11), The Loud Tour (2011) e Diamonds World Tour (2013).

## Antecedentes
A Girl Like Me, segundo álbum de estúdio de Rihanna, foi lançado em abril de 2006. Musicalmente, une música pop com influências de dancehall e R&B . No início de 2007, Rihanna começou a trabalhar em seu próxima disco. Em uma entrevista à MTV News, ela anunciou que as suas "músicas estão indo em uma direção diferente. Não de propósito, mas eu só quero ouvir algo novo e principalmente acelerado. Acho que é para onde eu quero ir neste [projeto]. Você se sente diferente a cada álbum, e [neste] momento eu sinto que quero fazer muitas [músicas] aceleradas". No mesmo ano, Rihanna descartou sua imagem inocente para um visual mais ousado com um novo penteado, que foi inspirado no corte bob da atriz Charlize Theron no filme de ficção científica Æon Flux (2005).
Rihanna explicou que queria manter o público dançando e ser emotiva ao mesmo tempo. Ela procurou fazer um álbum que as pessoas ouvissem sem pular faixas. A artista citou Afrodisiac (2004), o quarto álbum de estúdio da cantora americana Brandy, como sua principal inspiração para o projeto. Em maio de 2007, a barbadense revelou que o nomeou de  Good Girl Gone Bad porque representa sua imagem mais ousada e independente: "Não sou mais a Rihanna inocente. Estou assumindo muito mais riscos e chances. Senti que quando cortei meu cabelo, isso mostrou às pessoas que não estou tentando parecer ou ser outra pessoa. O álbum é muito ousado".

## Gravação e lançamento
O compositor e produtor americano Christopher "Tricky" Stewart se reuniu com Terius "The-Dream" Nash e Thaddis "Kuk" Harrell no Triangle Studios, Atlanta, em janeiro de 2007 para escrever novo material. No estúdio, Stewart estava "brincando com um forte som de chimbau", que ele encontrou no software de música gratuito chamado GarageBand, que vinha em computadores Mac. Nash ficou impressionado com o som extraído dali e perguntou a Stewart: "Meu Deus, que batida é essa?". Quando Stewart uniu acordes a sons de prato, "uma letra começou a surgir na cabeça [de Nash]"; depois disso, ele entrou na cabine de gravação e começou a cantar. Nash escreveu os dois primeiros versos e um refrão para a música. Eles rapidamente compuseram a letra e completaram o primeiro verso em apenas 60 segundos. Em cerca de duas horas, a música estava pronta, então eles a gravaram em uma demo. Britney Spears foi a primeira opção de artista para a qual cogitaram entregar a canção, uma vez que Stewart havia co-escrito o single dela, "Me Against the Music" (2003), que conta com a participação de Madonna. Ele e Nash achavam que Spears, que passava uma "fase pessoal um tanto turbulenta" durante aquele período, precisava de um retorno impactante em sua carreira musical. Stewart enviou uma cópia da demo para Larry Rudolph, empresário da cantora, que a repassou para a Jive, sua gravadora. Mas o selo rejeitou a música, justificando que seu próximo álbum de estúdio, Blackout, já tinha material suficiente. Não está claro se Spears sequer ouviu a demo. Após a recusa, Stewart e Nash continuaram a enviar a obra para outras gravadoras. Já esteve sob posse do cantor britânico Taio Cruz, mas ele não conseguiu convencer sua gravadora, a Mercury, a lançá-la.

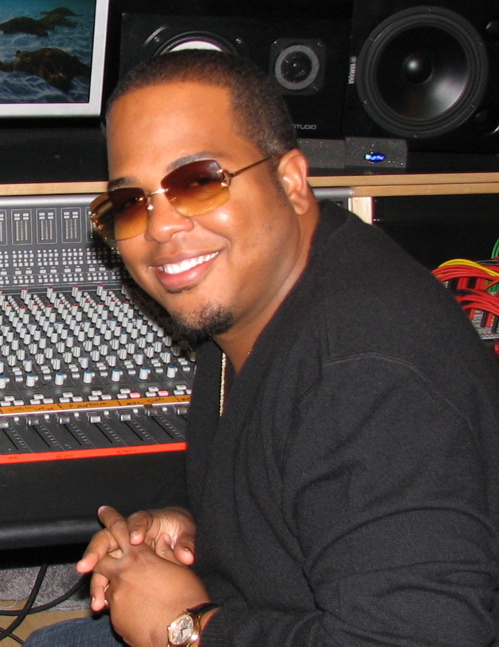
Christopher "Tricky" Stewart (imagem) contribuiu no processo de composição e produção de "Umbrella".

No início de fevereiro de 2007, foi então passada para Antonio "L.A." Reid, presidente da gravadora Island Def Jam, que fundou o primeiro estúdio de Stewart e também era amigo pessoal dele. A gerente administrativa Karen Kwak, que a enviou uma mensagem identificando a música como adequada para Rihanna, estava trabalhando no terceiro álbum de estúdio da cantora, Good Girl Gone Bad. Reid imediatamente enviou-a para Rihanna, que instantaneamente a aprovou: "Quando a demo começou a tocar, eu pensei: 'Isso é interessante, isso é estranho.' Mas a música continuou melhorando. Eu a ouvia repetidamente. [...] Eu disse: 'Preciso desse disco. Quero gravá-la amanhã". No entanto, Stewart estavam relutantes em dar a música para Rihanna, porque ela não era uma artista consolidada naquele momento. Pouco antes da 49.ª edição dos Grammy Award, ele e Nash observaram Mary J. Blige. Stewart tocou uma amostra para um profissional da equipe de Blige, prometendo que dariam a canção para ela. Tendo ouvido a atitude dos escritores, Kwak e Angel Maldonado, um profissional do setor Artistas e Repertório (A&R) da gravadora dela, começaram a ligar para Stewart e seu empresário, Mark, incessantemente. Enquanto isso, considerando as indicações de Blige no Grammy, Stewart e Nash concordaram em esperar por sua resposta.
Blige, por sua vez, não conseguiu ouvir a música na íntegra devido às suas obrigações com o Grammy na época e "teve que lançar seu disco antes que seus representantes pudessem aceitá-lo". Por fim, Reid "interveio, afirmando sua autoridade e parceria de longo prazo com Stewart", explicando: "Fiz aos produtores uma oferta que eles não puderam recusar". Quando Reid conseguiu persuadir o grupo de Stewart, eles "simplesmente não conseguiam dizer não". Sobre a decisão, Mark Stewart explicaram: "Sabíamos que o álbum de Rihanna seria lançado em apenas alguns meses. Mary ainda não tinha feito um disco. Tomamos a decisão empresarial certa". Já Mike, comentou: "Eu me lembro do fim de semana do Grammy em que eu estava sendo perseguido por todos os executivos de gravadoras para conseguir aquela demo. Nas festas, as pessoas corriam para cima de nós em todos os lugares. Mas LA Reid e todos associados a Rihanna; eles eram os mais apaixonados. Jay Brown me colocou no telefone com Rihanna, e eu disse não na época, e até hoje quando ela me vê ela diz, 'Oh, você é quem tentou tirar minha música'. E ela está tão equivocada; eu não tentei tirar a música dela! Eu estava apenas avaliando qual era a melhor situação".
Rihanna gravou a música, com produção vocal feita por Thaddis "Kuk" Harrell, nos Westlake Recording Studios, em Los Angeles. Inicialmente, Stewart afirmou que ainda se sentiu estranho quando ela foi escolhida para gravar a música, mas depois de acrescentar o verso "ella, ella", ele teve a certeza de que eles haviam "feito a melhor escolha". Após a gravação, o rapper e presidente da Def Jam, Jay-Z, acrescentou seu próprio verso de rap. Ele, no entanto, teve que reescrever seu rap sem que Stewart e Nash soubessem. Stewart disse que "da perspectiva de um compositor, ele realmente tornou a música melhor, com a metáfora sobre os guarda-chuvas, o clima e o que ele estava passando". O produto final acabou sendo lançado mundialmente em 29 de março de 2007 em 133 estações de rádio mainstream dos Estados Unidos. A música foi posteriormente disponibilizada em formato digital no Reino Unido em 14 de maio do mesmo ano, com um lançamento em CD single duas semanas depois.

## Composição
A versão de "Umbrella" presente em Good Girl Gone Bad contém uma duração de quatro minutos e trinta e cinco segundos (4:35). Musicalmente, deriva-se do hip hop e R&B, com influências de música rock. De acordo com a equipe da Spin, a composição instrumental da música é formada por quatro acordes construído em torno de um riff tocado no chimbau e na caixa, e sustentado por uma linha de baixo pesada. Um quinto acorde, o si, entra na ponte. Já seu gancho é implantado com uma contenção quase clássica, não chegando até o final do primeiro refrão. A Entertainment Weekly, por sua vez, analisou que a batida da música pode ser recriada por meio de um loop de bateria do GarageBand (Vintage Funk Kit 03); programa de software da Apple. De acordo com a partitura musical publicada na página Musicnotes.com pela Sony/ATV Music Publishing, "Bad Romance" é definida na assinatura de tempo comum com um ritmo de 80 batidas por minuto. É composta na chave de Si♭ menor, com os vocais da cantora abrangendo-se entre a baixa nota de si3 até a alta de si4. A canção possui uma progressão harmônica formada por sol maior7—ré menor—fá7—si menor7—si maior—ré.
Liricamente, em "Umbrella" o protagonista usa um guarda-chuva como metáfora para convidar os ouvintes a ficarem de baixo de sua proteção em um dia chuvoso. Com isso, a interpretação da música se torna ambígua, podendo ser considerada como uma música sobre amor ou uma amizade. A letra é bem desajeitada. Ela abre com um verso de rap, no qual Jay-Z se descreve flutuando sobre a chuva, significando os tempos difíceis em sua vida, e está completamente despreocupado enquanto conta seu dinheiro. Ele faz algumas referências aqui, primeiro ao Dow Jones & Company, que é a empresa que publica o Wall Street Journal, e ao Dow Jones Industrial Average, que são duas formas muito populares de as pessoas acompanharem as tendências do mercado de ações. O verso "Em antecipação à precipitação, estoque fichas para os dias de chuva" é uma referência à sua faixa "Can I Live" (1996), que contém o verso "Eu sei que este jogo tem vales e picos / Expectativa por quedas, para a precipitação nós empilhamos fichas, dificilmente".
Em seguida, apresenta Rihanna, que tranquiliza seu amante dizendo que ele tem seu coração, e nada os separará. Mesmo quando o estilo de vida luxuoso que acompanha a fama entra em jogo, ela ainda estará lá. No refrão, ela canta: "Quando o sol brilha, nós brilhamos juntos / Eu te disse que estaria aqui para sempre / Disse que sempre serei seu amigo / Fiz um juramento, vou aguentar até o fim / Agora que está chovendo mais do que nunca/ Saiba que ainda teremos um ao outro / Você pode ficar sob meu guarda-chuva". Segue-se, então, o gancho, que contém as repetições: "Ella ella eh eh eh / sob meu guarda-chuva / ella ella eh eh eh / Sob meu guarda-chuva". A ponte oferece mais segurança, pois seu amante parece hesitante em aceitar o abrigo que está sendo oferecido. Ele é retratado ali parado na chuva, enquanto ela espera que ele simplesmente pise sob o guarda-chuva e ao seu lado, como evidenciado: "Não há distância entre o nosso amor / Então, você vai deixar a chuva cair? / Eu serei tudo que você precisa e muito mais porque". Cobra Starship, vocalista do Gabe Saporta, observou em uma entrevista ao Total Request Live, da MTV, que o gancho da música pode ser mal interpretado como uma referência ao empoderamento feminino: "Eu amo essa música, mas quando a ouvi pela primeira vez pensei que ela estava dizendo 'Minha Beretta', sabe, como uma arma? E eu fiquei tipo, uau, isso é um pouco pesado".

## Recepção

### Crítica profissional
"Umbrella" recebeu críticas, geralmente, positivas, da crítica especializada. Andy Kellman, do banco de dados AllMusic, comentou: "'Umbrella' é [a melhor música de Rihanna] até o momento, entregando uma bateria gigantesca, embora espaçosa, um cenário imponente durante o refrão e vocais que são de alguma forma totalmente convincentes sem soar tão apaixonados; um ponto ideal entre tentar muito e o tédio, como se ela estivesse em sua 20ª tomada". Para o jornalista do The Guardian, Alex Macpherson a canção é a "evidência" de que a "ética de trabalho rigorosa de Rihanna está valendo a pena", acrescentando que ela "entrega [na em sua interpretação] uma declaração apaixonada de devoção 'nós-contra-o-mundo'". Tom Breihan, da Pitchfork, embora tenha elogiado a produção, rejeitou os vocais da intérprete que, ao seu ver, "assumem um desagradável tom de picador de gelo quando ela tenta preencher o espaço entre as batidas lentas", acrescentando que a música é "um pop de festas pouco atraente, particularmente por causa da desconexão entre a entrega fria e clínica de Rihanna e o calor reconfortante das letras". Em comparação, a revisão retrospectiva de Breihan no Stereogum aclamou "Umbrella". Refletindo especialmente sobre sua revisão contemporânea e mais crítica na Pitchfork, ele admitiu que a performance vocal da cantora era mais de "poder autoconfiante" do que "[desconexão] de uma música que é toda sobre conexão visceral"; no entanto, ele expressou críticas ao verso do convidado Jay-Z por soar descomprometido e não adicionar "nada" à música além de "marca".
Para a jornalista Dan Gennoe, da Dotmusic, que a qualificou como "decididamente não descartável", o número possuí "um refrão instantâneo, construído de inteligência e uma apelo sombrio, promete uma qualidade que, pela primeira vez, o álbum que o acompanha oferece". Sal Cinquemani, da Slant Magazine, avaliou: "O fato de a música ser simplesmente boa, independentemente do gênero, prova que Jay e Rihanna, que já fizeram sucessos em vários formatos com uma série de singles que não poderiam ser mais diferentes uns dos outros, são dedicados a produzir sucessos de qualidade; por mais frívolos que sejam". Quentin B. Huff, do portal PopMatters, opinou: "'Umbrella' é um monstro, tanto que eu até confesso que passei uma parte de uma tarde chuvosa cantarolando o refrão". Enquanto isso, Fernando Diego Sioli, colunista d'O Povo, concedeu uma nota dez a canção. Ele a considerou "uma ótima música, escutá-la é tão agradável que você tem vontade de escutar algumas vezes mais. As batidas ritmadas e o refrão bem trabalhado". O redator da revista Blender, Jonah Weiner a chamou de o destaque do álbum e afirmou que "seria muito menos envolvente se não fosse pela maneira como Rihanna desmonta seu título desajeitado em 11 sílabas hipnóticas e estaladiças".
A faixa foi descrita por Kelefa Sanneh, do The New York Times, como "um hip-pop da era espacial". Robert Christgau, do MSN Music, a deu uma "Menção Honrosa", indicando "uma boa música em um álbum que não vale seu tempo ou dinheiro". Emitindo uma opinião oposta, Talia Kraines, da BBC News, comentou que embora "Umbrella" pudesse ser o maior sucesso que Rihanna já teve até então, "havia muita coisa neste álbum que poderia ser ainda melhor". De igual forma, Pedro Robinson, do The Observer, sentiu que apesar de ser "um triunfo melódico e um dos maiores sucessos globais de 2007, não era o grande destaque" do álbum. Em uma análise para o The Village Voice, Rodney Dugue Terça a negativou, analisando que "em termos de metáforas criativas e cativantes, o enorme single principal "Umbrella" pode ser a pior coisa desde "Candy Shop" de 50 Cent, mas geralmente é isso que constitui um sucesso". Tim Sendra, do portal IGN, sentiu que na faixa a cantora soava "muito mais como uma princesa esquecida da new wave do que uma fêmea fatal comovente", acrescentando que, embora "seja escaldante, certamente não coloca Rihanna como a herdeira aparente do título moderno de cantora de R&B".

### Reconhecimento
A Entertainment Weekly não apenas classificou "Umbrella" em primeiro lugar entre os 10 melhores singles de 2007, como o chamou de "o sucesso mais inescapável do ano". De igual forma, os leitores da publicação também o elegeram o melhor do período. Colocando-o no mesmo posto, Garry Mulholland, do The Guardian, argumentou: "Aquele gancho ecoante — "ella, ella, ella" — que transformava o fim de uma palavra cotidiana em uma elegia para conforto? Abrigo? Algo mais espiritual? Seja como for, tornou-se o gancho mais sombrio já cantado por todas as meninas em todos os playgrounds do mundo [...] 'Umbrella' flutuou sobre o pop em 2007 como uma nuvem negra sinistra e lançou uma sombra enorme". Em uma enquete com seus leitores, a Blender a concedeu o título de "Canção do Ano 2007". Ocupou a 3.ª posição nas listas das revistas Rolling Stone e a Time, com um editor dessa última publicação comentando que a intérprete "tem um talento especial para insinuações vocais. Ela brinca com a palavra guarda-chuva — ou, como Rihanna diria, um-ba-rella, ella, ella — como se estivesse dando uma volta em uma cama d'água. A música mais sexy de 2007". A Pitchfork, por sua vez, posicionou-o no quinto lugar. Um editor sentiu que "os vocais modestos" da cantora, tornam a música "ainda mais irresistível".
A obra foi listada como uma das melhores da década de 2000, pela Pitchfork, Entertainment Weekly NME. Também foi enumerada entre as melhores do catálogo de Rihanna. O The Guardian, por exemplo, considerou-a a melhor, com o editor Alexis Petridis a definindo como uma "peça inteiramente perfeita de música pop". A Rolling Stone e a Slant Magazine a colocaram em segundo lugar, enquanto o USA Today posicionou-a no número três. Em retrospecto, ao compilar 500 melhores canções de todos os tempos, a Rolling Stone o posicionou no 332.º posto. Durante a 50.ª edição dos Grammy Awards, "Umbrella" ganhou o troféu de Desempenho de Rap Melódico, concorrendo ainda a Gravação do Ano e Canção do Ano. Foi premiada como a Canção do Ano nos Los Premios MTV Latinoamérica. Também faturou os troféus de Single do Ano nos MTV Video Music Awards e Canção Extraordinária nos NAACP Image Awards.

## Vídeo musical

### Desenvolvimento
O vídeo musical acompanhante para "Umbrella" foi filmado em Los Angeles, Califórnia, em 13 de abril de 2007, com Chris Applebaum ficando encarregado da direção fotográfica e John Hardin da produção. Enquanto ainda trabalhava no álbum, ideias para estender a nova imagem pública de Rihanna também aos seus videoclipes começaram a surgir. Em entrevista a MTV News, a artista revelou que não queria se aprofundar muito em um conceito ou enredo. Em vez disso, ela queria algo simples que unisse cenas de dança: "Eu queria que fosse um vídeo de performance, porque eu sinto que vídeos de performance mostram às pessoas quem você é e quem você se tornou. Eu senti que era importante para o primeiro single, já que é uma nova direção e um novo visual". Ela então pediu ao diretor americano Chris Applebaum que lhe enviasse "algo" para o conceito da gravação. De acordo com ele, a cantora estava inflexível sobre exigir seu objetivo, mesmo que ela não tenha sido tão específica sobre os detalhes do trabalho em questão. O diretor explicou a MTV: "Ela não conseguia enfatizar [o suficiente] para mim o quanto ela queria arriscar. Ela apenas disse, 'Por favor, me envie algo, mas eu quero fazer uma coreografia. Eu realmente quero fazer uma performance extraordinária, mas por favor, não me envie nada a menos que seja realmente, realmente diferente'. Provavelmente foi uma daquelas coisas que um diretor está morrendo de vontade de ouvir de um artista, especialmente um que eu respeito e amo tanto quanto Rihanna. Eu sabia que seria um desafio incrível. E que seria realmente emocionante".
Os executivos da Def Jam estavam esperando por um conceito para o vídeo o mais de pressa possível, uma vez que Rihanna estava com a agenda cheia de compromissos. Applebaum tentou apressadamente juntar algumas ideias, embora ele sempre ignorasse amplamente os prazos no passado, explicando sempre para quem trabalhasse: "Vou enviar algo quando estiver ótimo [...] Não quando estiver no prazo". Contudo, com Jay-Z e LA Reid ansiosamente esperando, Applebaum teve que por em pausa seu habitual modus operandi. Ele se inspirou no método adotado por artistas com quem havia trabalhado — como Kid Rock e Madonna — que lhe contaram sobre compor, em questão de minutos, músicas que se tornaram sucessos. Então, em uma hora, ele já concluído a ideia de uma cena que apresentaria a intérprete com o corpo nu e totalmente pintado de prateado. Applebaum duvidou que ela abraçaria a ideia, mas teve uma "resposta positiva" de sua parte após a enviar uma carta explicando o conceito. Ele detalhou para a MTV sobre o ocorrido: 
| “ | Aquela cena [com a pintura corporal], perguntei a ela como ela [se sentiria] se fosse uma estátua grega clássica [...] Tipo, 'As pessoas achariam isso sexy?' e eu escrevi a ideia pensando que precisaríamos redefinir a maneira como as pessoas veem esse tipo de pintura corporal e se ela poderia se tornar uma personagem dentro disso que não seja ela, mas mais um alter ego. Eu a enviei, e alguns dias depois, liguei para ela depois que ela leu, e perguntei se ela estava disposta a ir em frente. | ” |

Applebaum disse que se sentia exausto durante as filmagens. Eles só tinham um dia para filmar o vídeo e, embora Rihanna tivesse alguns dias para ensaiar as coreografias, ele ainda tinha que descobrir uma maneira de pintá-la para aquela cena. Além de que a cantora e seu coreógrafo estavam criando movimentos no último minuto. A maquiadora Pamela Neal, ficou encarregada da pintura. Ela misturou uma tinta prateada que deu a Rihanna esse visual. Durante a sessão, a tinta foi reaplicada entre as tomadas para garantir que a cantora estivesse completamente coberta de tinta. O cenário foi evacuado para que apenas Rihanna, Applebaum e um assistente de câmera pudessem ficar mais à vontade. A intérprete também contribuiu com suas próprias ideias para a filmagem do vídeo, sugerindo a Applebaum que ela dançasse na ponta dos pés, uma ideia que ele aceitou. O diretor revelou a MTV: "Rihanna me perguntou: 'Posso ficar na ponta [dos pés]?' [...] E eu disse: 'OK, mas posso ver?'. E ninguém me mostrou até o dia anterior à filmagem. [...] E eu não acho que muitas pessoas consigam realmente fazer isso. E de alguma forma ela aprendeu a fazer, e eu acho que foi muito doloroso para ela. Mas acho que ela estava realmente determinada a fazer funcionar, e ela simplesmente foi em frente. Eu honestamente não sabia como essa coisa toda iria acabar até que estávamos filmando". Os efeitos visuais no chroma key foram supervisionados por Bert Yukich e produzidos por Amy Yukich. Uma parte fundamental do vídeo é uma sequência de efeitos visuais de 24 segundos duração na qual Rihanna é cercada por fios de água que cruzam o quadro em arcos graciosos em resposta aos seus movimentos. Esses elementos líquidos foram gravados em um palco usando uma câmera de 35 mm de alta velocidade. Yukich então os anexou na cena como se eles estivessem interagindo com a cantora. Ele então adicionou efeitos de iluminação aos elementos de água para dar a eles a textura de mercúrio semelhante a um espelho.

### Sinopse

Captura de quatro cenas do vídeo musical de "Umbrella". Na segunda, a direita ela é vista com o corpo inteiramente coberto com tinta prateada.

O vídeo musical de "Umbrella" começa com Rihanna sentada em posição de perfil e usando um grande chapéu, com efeitos de luz de fundo e fumaça emergindo; esta imagem alterna com a de Jay-Z e dançarinos em um palco, em frente a listras de chuva digitalmente estilizadas. Os versos "eh...eh" proferidos por Rihanna pontuam o rap de Jay-Z. Quando o primeiro verso da música propriamente dita começa, seguem tomadas da cantora vestindo um traje preto e dançando, que rapidamente entram e saem de foco. Quando a música chega ao refrão, ela é vista em uma roupa toda branca; tomadas de corpo inteiro dela dançando alternam-se com closes de seu rosto, enquanto a tela é inundada com efeitos digitais de água. Na segunda metade do refrão os efeitos digitais continuam, junto com um retorno a movimentos rápidos dentro e fora de foco, e closes de rosto alternando com tomadas de corpo inteiro; mas Rihanna agora está vestida de preto, com uma dança que inclui passos na ponta dos pés, e ela segurando um guarda-chuva e usando-o como uma espécie de parceiro de dança.
No verso seguinte da música, a artista é agora avistada dentro de uma casa, dançando em um espaço com painéis de madeira e lustres; ela ainda segura o guarda-chuva, mas agora usa um vestido justo com botões na frente e meias arrastão. Esse cenário e figurino continuam na primeira metade do refrão. Mas quando chegamos à segunda metade do refrão, "ella-ella", somos apresentados a uma nova série de imagens: Rihanna nua e seu corpo inteiramente coberto com tinta prateada. Ela não está mais dançando, mas realiza uma série de poses: ela está agachada como uma maratonista esperando para iniciar uma corrida, ou seu tronco superior e rosto dobrados, um de frente para o outro na tela, ou seu corpo emoldurado por um grande triângulo. Elas passam rapidamente, quase em preto e branco, e às vezes com negativos alternados.
A próxima parte da música é a ponte, e para esta seção, são vistos closes do rosto de Rihanna enquanto ela olha diretamente para a câmera; novamente, a edição é rápida, a cantora virada para a direita e para a esquerda em tomadas alternadas. No refrão final, ela é vista pela primeira vez com dançarinos de apoio. A intérprete está vestindo calças pretas e um colete preto com uma gravata prata, e mais uma vez segurando o guarda-chuva e usando-o como um adereço. Durante esta seção com os dançarinos de apoio, a tela é mais uma vez inundada de efeitos digitais: listras brancas atrás dos dançarinos que fornecem uma imagem estilizada de chuva, e respingos no chão do estúdio, que parecem estarem cobertos por água. Durante o outro, conforme a música desaparece, vemos mais tomadas de Rihanna na frente da chuva; em algumas, ela parece estar ascendendo no ar enquanto tudo está borrado; em outras, ela está no palco, acenando para a câmera, usando luvas brancas.

### Lançamento e recepção
O videoclipe de "Umbrella" estreou em 26 de abril de 2007, no site oficial de Rihanna, onde ficou disponível para download digital gratuito apenas nos Estados Unidos por um tempo limitado. O vídeo apenas estreou no site da MTV em 25 de abril. Em 1º de maio, estreou na décima posição do extinto programa televisivo Total Request Live, antes de chegar ao número um em 9 de maio, onde permaneceu por quinze dias, tornando-se a duração mais longa entre qualquer vídeo em 2007. De igual forma, no Youtube, pouco após sua publicação, tornou-se o terceiro mais assistido da plataforma na época, com mais de 600 mil visualizações. O vídeo foi bem recebido em toda programação da MTV durante o segundo semestre de 2007; atingiu mais de 8.000 reproduções, recebendo um reconhecimento de platina nos MTV Platinum and Gold Video Awards.
O apresentador do Total Request Live, Damien Fahey elegeu-o um dos melhores do ano, afirmando: "Ela levou isso a outro nível com seu visual. Ela é uma alegria e nunca esteve melhor. Esta música foi além do popular, e o vídeo é simples, mas muito sexy e divertido. Se você olhar para todo o seu trabalho em vídeo, ela faz uma transição suave para cada visual". Em 2011, a Rolling Stone o colocou entre os maiores da videografia da artista, avaliando que, embora seus "efeitos sejam malucos", esse era mais um dos motivos para gostar de Rihanna. Nos MuchMusic Video Awards, a obra faturou o troféu de Melhor Vídeo de Artista Internacional. O MOBO Awards o reconheceu como o Vídeo do Ano. Já nos MTV Video Music Awards de 2007, venceu como Vídeo do Ano. Applebaum também concorreu a Melhor Direção, mas não faturou-a. A obra foi ainda indicada a Melhor Vídeo nos MTV Video Music Awards Japan e Maior Sucesso da MTV nos Nickelodeon Kids' Choice Awards UK, mas não faturou nenhum.

## Apresentações ao vivo

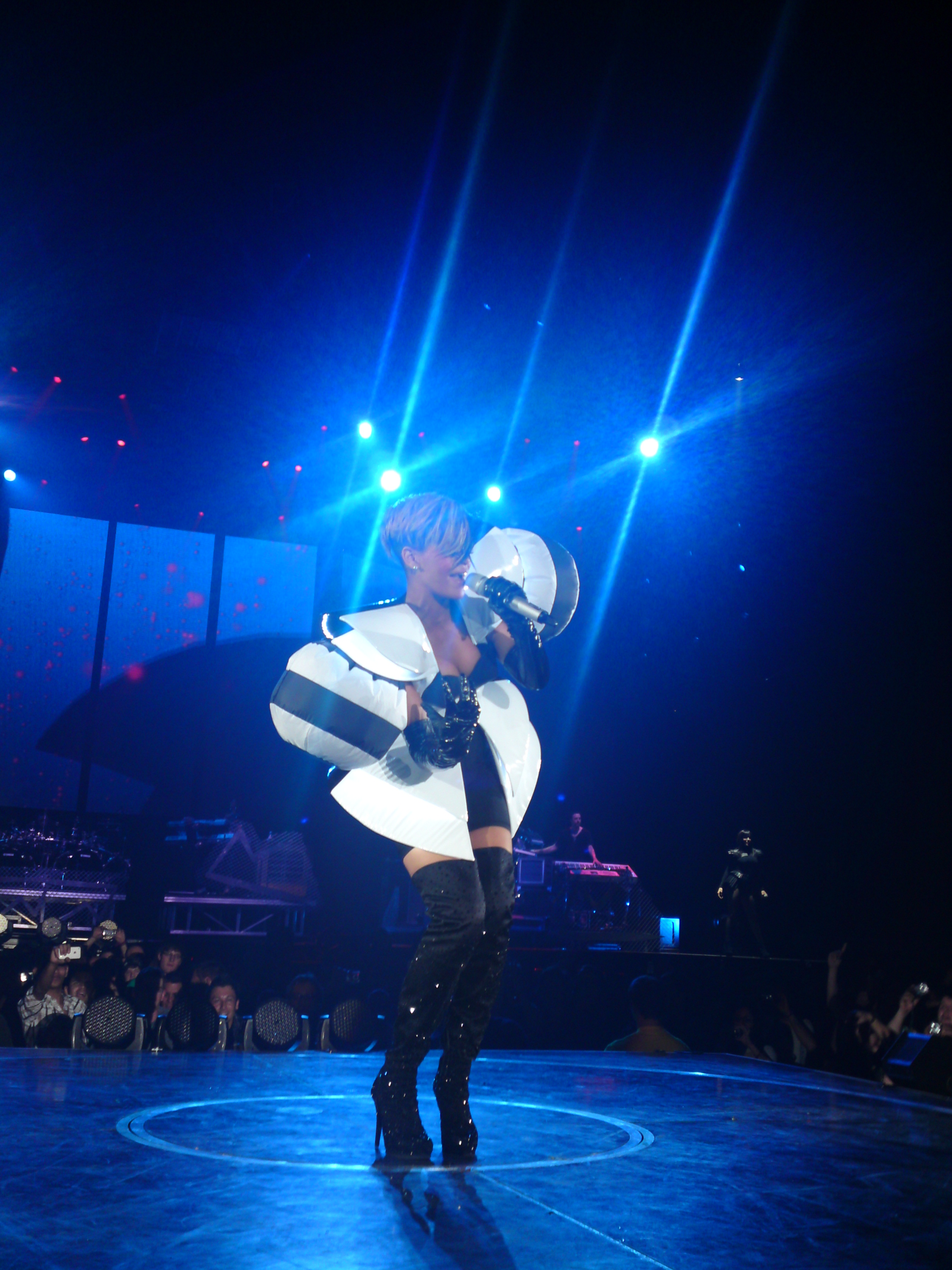
Rihanna cantando "Umbrella" durante a passagem de em sua turnê Last Girl on Earth Tour, por Zurique, Alemanha.

Rihanna apresentou "Umbrella" pela primeira vez na atração matinal GMTV, da ITV. Em 21 de maio, ela cantou a canção, juntamente com "Shut Up and Drive" e "Breakin' Dishes", na programa Big Weekend, da BBC Radio 1, realizado em Preston, Reino Unido. Em 3 de junho, deu voz ao tema no palco dos MTV Movie Awards. Em 5 de junho, o interpretou no Tonight Show with Jay Leno e, no dia 16, no The View. Em sua participação no AOL Sessions, ela voltou a apresentar a música. Foi também realizada nos MTV Video Music Awards, em 10 de setembro. A performance começou enquanto Chris Brown apresentava um medley de suas canções "Wall to Wall" e "Kiss Kiss". Emergindo de um diorama com um bigode e chapéu ao estilo Charlie Chaplin, ele saltou pelos pilares iluminados do palco. Por um momento, a performance pareceu estar sendo encerrada, mas então Rihanna surge do topo das escadas ao fundo do palco e executa um trecho do refrão de "Umbrella", antes de desaparecer para que Brown pudesse dançar ao som de "Beat It", de Michael Jackson. Um crítico do Rap-Up considerou: "Ela estava gostosa e a produção estava no ponto" durante a apresentação. Em 18 de novembro, a artista cantou um medley, que consistia de "Umbrella" e "Hate That I Love You", no American Music Awards, realizado no Nokia Theater, em Los Angeles, Califórnia.
Na 50.ª cerimônia dos Grammy Awards, feito em 10 de fevereiro de 2008, a barbadense cantou "Umbrella" e "Don't Stop the Music". Para a apresentação, ela foi acompanhada pela banda americana The Time. Em 28 de abril, se apresentou no Pepsi Center com Kanye West, N.E.R.D. e Lupe Fiasco. Na ocasião, "Umbrella" foi uma das faixas apresentadas. Foi também cantada pela artista no Today Concert Series, da NBC. Evento realizado em 20 de junho no Rockefeller Center, em Nova Iorque. Rihanna foi uma convidada especial no NBA All-Star Game, em 20 de fevereiro de 2011, onde executou um medley de alguns de seus sucessos, incluindo "Umbrella". Em maio de 2012, durante uma aparição no programa Hackney Weekend, da BBC Radio 1, para promover seu quinto álbum de estúdio Talk That Talk (2011), a cantora interpretou a canção. A artista realizou seu show no intervalo do Super Bowl LVII em 12 de fevereiro de 2023, no State Farm Stadium, localizado na cidade de Glendale, Arizona. Para a performance, ela vestia um macacão desenhado por Jonathan Anderson para a Loewe e foi inspirado nos uniformes dos pilotos americanos. A jaqueta que acompanhava o traje foi desenhada por Peter Mulier para Alaïa. Os sapatos foram desenhados pela grife Maison Margiela, enquanto as joias foram criadas por Joseph Saidian & Sons, Messika e Jacob & Co. Northern Lights. A música, a penúltima a ser apresentada, foi executada em uma plataforma suspensa, que começa a subir para o encerramento do concerto. Além destas, desde seu lançamento, a obra fez parte do repertório de todas as turnês da artista: Good Girl Gone Bad Tour (2007–2009), A Girl's Night Out (2007),. Last Girl on Earth Tour (2010–11), Loud Tour (2011), Diamonds World Tour (2013), The Monster Tour (2014) e Anti World Tour (2016).

## Regravações
A faixa também recebeu atenção por parte de outros artistas, que fizeram a sua própria versão. A cantora Marié Digby a gravou em formato acústico, que foi lançada em 3 de agosto de 2007 como o primeiro single de seu EP Start Here e está incluída também em seu álbum de estreia Unfold 3. No mesmo ano, a banda de escocesa Biffy Clyro também a lançou de forma acústica na loja virtual iTunes Store. A estadunidense Mandy Moore publicou um vídeo, em 2007, onde da voz ao tema. O disco-jóquei DJ Earworm usou "Umbrella" como faixa base para "United State of Pop", sua mixagem inovadora que incluiu as 25 músicas que constavam na parada de fim de ano da Billboard Hot 100 em 2007. Os britânicos do McFly deram voz ao tema durante sua turnê Greatest Hits So Far (2007). Em seu concerto no Wacken Open Air, o conjunto finlandês Children of Bodom executou o tema. A estadunidense Taylor Swift tocou-o ao vivo, o que mais tarde foi incluído em um EP intitulado Live from SoHo – EP (2008). Uma versão com os versos de Jay-Z sendo substituídos pelos da rapper Lil Mama foi liberada em 2008. Um artigo da revista Blender, que desaprovou a versão original, considerou que "Mama realmente parece entender os temas metafóricos da música sobre proteção e lealdade". O grupo americano All Time Low fez um cover de "Umbrella", que incorporou o estilo punk rock, lançando-o em seu álbum de compilação Punk Goes Crunk da Fearless Records (2008).
Travis Barker, baterista da banda estadunidense Blink-182, divulgou uma vertente da canção contendo maior inserção de rock. Já Chris Brown criou uma canção em resposta à "Umbrella", intitulada "Cinderella", substituindo alguns versos e parte do refrão original com suas próprias letras. Esta versão foi realizada como um dueto entre ele e Rihanna quando o mesmo se juntou a ela em uma turnê no final de 2008 na região da Ásia-Pacífico. A cantora brasileira Pitty e a banda compatriota NX Zero adicionaram a música ao seus repertórios em shows realizados em 2008. De igual forma, os americanos Carrie Underwood, Linkin Park e My Chemical Romance a executaram em algumas de suas apresentações. Em outubro do mesmo ano, os estadunidenses do Plain White T's reinterpretaram o número ao vivo, durante sua participação no programa Virgin Radio Sessions. A boy band britânica JLS a cantou, ao lado de Rihanna, durante a final da quinta temporada do The X Factor, exibida em dezembro de 2008. Em 2009, a banda britânica Manic Street Preachers a incluiu em seu oitavo álbum de estúdio, Send Away the Tigers. Já a banda norueguesa Bare Egil Band a retrabalhou em ritmo de doom metal e a incluiu em seu disco Jeg Er Helt Rå (2008). Para seu álbum de estreia A.K.A. Cassandra, a cantora e atriz filipina KC Concepcion registrou a sua vertente da canção, enquanto a cantora Miss Ganda a regravou em filipino, sob o nome de "Payong" (que significa guarda-chuva no idioma).
A cantora italiana Neja também a regravou em formato acústico para seu álbum Sushi Club Live Vol. 3 (2009), enquanto os seus compatriotas do Vanilla Sky foi na direção oposta e lançou uma versão punk rock da música. A banda italiana The Baseballs retrabalhou "Umbrella" em estilo indie rock. Foi divulgado como single e adicionado a seu disco Strike! (2009). Uma versão em português da canção, nomeada "Se Não Valorizar", foi gravada pelo grupo brasileiro Aviões do Forró. De acordo com o The Washington Post, Lady Gaga incorporou o gancho "Eh, Eh" em sua música "Eh, Eh (Nothing Else I Can Say)". O grupo feminino coreano 2NE1 interpretou "Umbrella" ao vivo no programa Music Bank. A batida da bateria da música é sampleada em "Symphonies", do músico britânico Dan Black. Em 2010, enquanto participava do programa MTV Unplugged, a banda estadunidense Train executou "Umbrella". Foi cantado por Holly e Will, durante o episódio "The Substitute" da série musical televisiva Glee, em um mashup com "Singin' in the Rain". Em sua primeira turnê pela Ásia (2010), a coreana Tiffany Young realizou o tema. Durante o programa Caldeirão do Huck, exibido em janeiro de 2015, a brasileira Ludmilla realizou um cosplay de Rihanna, enquanto catava "Umbrella". A cantora estadunidense Gwen Stefani incluiu uma regravação do número como parte do repertório de sua residência em Las Vegas, Just a Girl (2018). Em 2022, Kelly Clarkson cantou a canção na abertura do seu programa The Kelly Clarkson Show, como parte do quadro "Kellyoke". Uma versão em português em ritmo de brega funk foi lançado pela cantora brasileira Reyce, sob o nome de "Favela", em parceria com o Tropkillaz.

## Legado e impacto

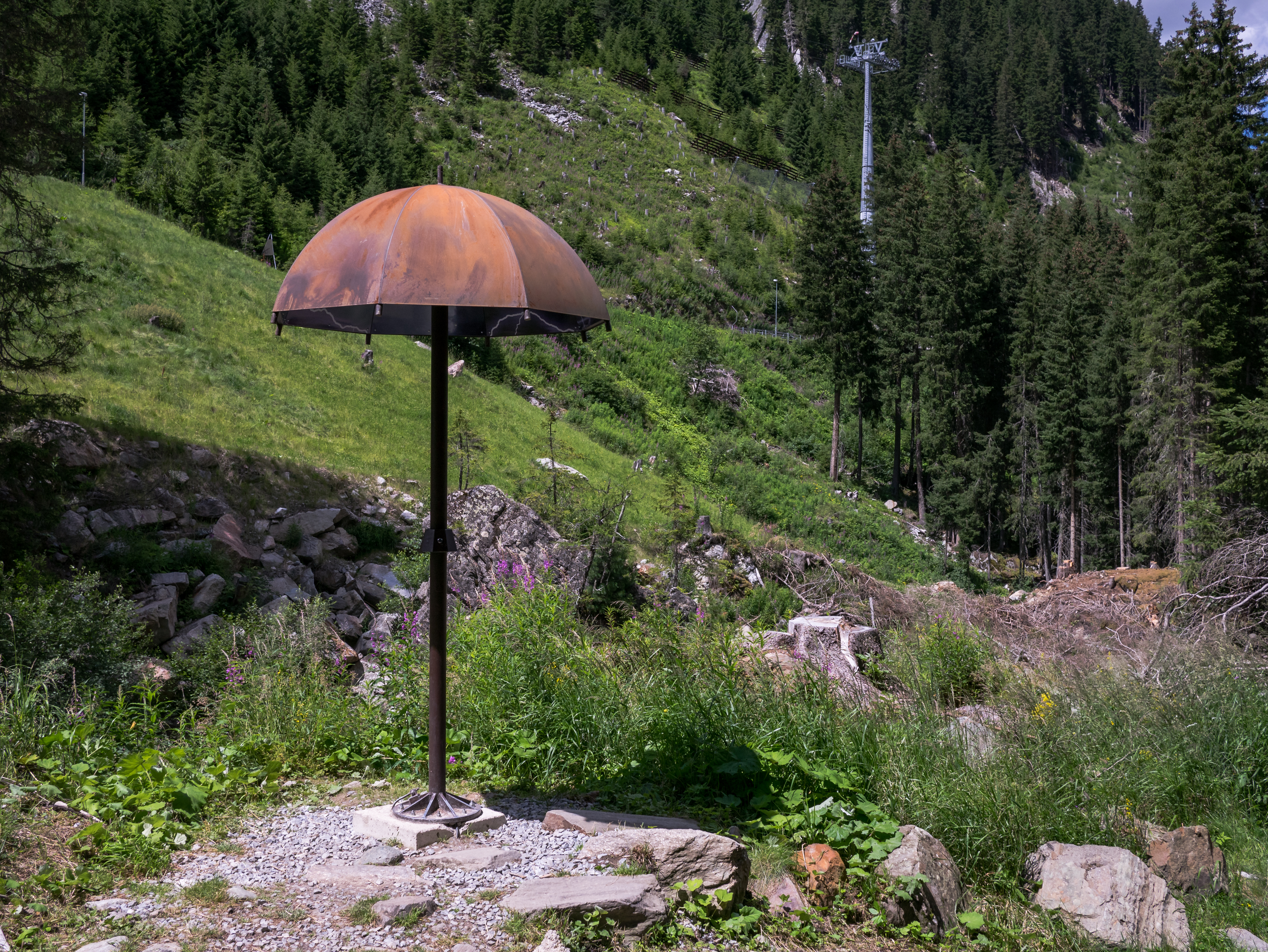
Escultura de ferrugem em homenagem a "Umbrella" exposto no Passeio das Letras de Ischgl.

"Umbrella" é amplamente reconhecida como a música que impulsionou Rihanna de uma estrela pop em ascensão para o estrelato definitivo, além de transforma-la em um "símbolo sexual completo" e um ícone pop, com alguns jornalistas musicais considerando esta a sua canção assinatura. "Umbrella" marcou a primeira vez que Rihanna fez a transição da persona de "garota da porta ao lado" de seus dois primeiros álbuns para um visual "ousado e sensual", o que desencadeou sua evolução de imagem para seus álbuns subsequentes. Em seu livro The Song Machine: Inside the Hit Factory , John Seabrook escreveu:

Após dois álbuns de carreira, ainda não estava claro quem era Rihanna. Para seus detratores, e havia muitos, ela era apenas mais uma aspirante a yoncé que cantava pelo nariz e não sabia dançar. Para provar que estavam errados, ela precisava de uma música que a definisse como artista. [...] Onze sílabas rítmicas, "umbrella-ella-ella-eh-eh-eh", fizeram o que os dois álbuns anteriores juntos não fizeram: definiram Rihanna como artista. [...] "Umbrella" marcou a chegada de algo novo no pop: um ícone digital. Na era do rock, quando o álbum era a unidade padrão de música gravada, os ouvintes tinham dez ou doze músicas para conhecer o artista, mas no mundo atual, voltado para singles, o artista tem apenas três ou quatro minutos para expressar sua personalidade, e nisso Rihanna provaria ser inigualável.
O rapper americano e artista convidado Jay-Z reconheceu o impacto da música na evolução artística de Rihanna, afirmando: "Isso mostra um crescimento para ela como artista [...] Se você ouvir a letra dessa música, você saberá a profundidade e o quão longe ela chegou". O produtor da música, Kuk Harrell, teria comentado sobre o impacto em sua carreira: "Sabíamos que era especial. [...] Nada foi o mesmo desde que criamos aquele disco. Tínhamos experiência em fazer discos, mas não em fazer sucesso. De repente, você tem grandes artistas explodindo seu telefone. E sabíamos exatamente como atendê-los; voltamos àquela mentalidade de jingle; estávamos preparados para essa pressão. Então, fosse Beyoncé ligando ou Bieber ligando, sabíamos como operar. [...] Quando ela gravou as ellas, você sabia que sua vida estava prestes a mudar". No mesmo ano, o The Guardian nomeou "Umbrella" como a melhor música a passar mais de 10 semanas em primeiro lugar no Reino Unido, expressando que é uma música pop genuinamente excepcional. [...] é perfeita". A dupla canadense Tegan and Sara afirmou que a faixa inspirou seu single "I Was a Fool" de seu álbum Heartthrob.
O reinado de "Umbrella" na parada musical do Reino Unido ocorreu quando o país foi atingido por chuvas extremas e inundações fora de época, o que levou o jornal britânico  The Sun a sugerir humoristicamente que os dois eventos estavam relacionados, com a mídia se referindo a isso como a "Maldição de Rihanna". A própria cantora comentou sobre isso dizendo que a fatalidade "definitivamente ajudou a música a permanecer [no primeiro lugar] por tanto tempo". Uma situação semelhante ocorreu na Nova Zelândia, onde a música atingiu o topo no início do inverno de 2007, enquanto o país estava passando por algumas das piores tempestades de sua história. Durante as condições climáticas, as regiões de Taranaki, Tauranga, e Auckland sofreram tornados e inundações no extremo norte do país. Depois que o single foi recolocado no primeiro lugar, as condições climáticas em toda a Nova Zelândia se pacificaram, embora Hawke's Bay ainda estivesse tempestuosa.
O mesmo aconteceu na Romênia, onde "Umbrella" chegou as estações de rádio do país durante o verão. Aquele verão foi, em sua primeira metade, o período mais quente e seco no país desde 1946. À medida que a música alcançava os dez primeiros lugares na parada e, em seguida, o cume, a Romênia experimentou as piores tempestades e as chuvas mais torrenciais de sua história. À medida que a música perdia posições nas paradas, a tempestade terminou e as temperaturas baixaram passo a passo. Com o sucesso recorde do single e a coincidência relatada com o clima, a equipe de marketing da Def Jam colaborou com o fabricante britânico de guarda-chuvas Totes. A empresa produziu cinco tipos de guarda-chuvas, um dos quais era um de cetim de dois tons que Rihanna estreou em público durante sua apresentação da música nos MTV Movie Awards de 2007.

## Faixas e formatos
| CD Single promocional (EUA) |                        |                                                |         |  |
| N.º                         | Título                 | Nota                                           | Duração |  |
| 1.                          | "Umbrella" (com Jay-Z) | Edição de Rádio                                | 4:14    |  |
| 2.                          | "Umbrella"             | Edição de rádio por Seamus Haji e Paul Emanuel | 4:00    |  |

| CD Single europeu e australiano |                        |                                                |         |  |
| N.º                             | Título                 | Nota                                           | Duração |  |
| 1.                              | "Umbrella" (com Jay-Z) | Edição de Rádio                                | 4:14    |  |
| 2.                              | "Umbrella"             | Edição de rádio por Seamus Haji & Paul Emanuel | 3:59    |  |

| Maxi single europeu |                        |                                                |         |  |
| N.º                 | Título                 | Nota                                           | Duração |  |
| 1.                  | "Umbrella" (com Jay-Z) | Edição de Rádio                                | 4:14    |  |
| 2.                  | "Umbrella"             | Edição de rádio por Seamus Haji & Paul Emanuel | 4:01    |  |
| 3.                  | "Umbrella"             | The Lindbergh Palace Remix                     | 7:54    |  |
| 4.                  | "Umbrella" (com Jay-Z) | Vídeo                                          | 4:11    |  |

| Vinil de 12 polegadas britânico |                        |                                       |         |  |
| N.º                             | Título                 | Nota(s)                               | Duração |  |
| 1.                              | "Umbrella" (com Jay-Z) | Edição de Rádio (Lado A)              | 4:14    |  |
| 2.                              | "Umbrella"             | Versão instrumental de rádio (Lado B) | 4:17    |  |

| CD Single promocional britânico |            |                                         |         |  |
| N.º                             | Título     | Nota(s)                                 | Duração |  |
| 1.                              | "Umbrella" | Seamus Haji Club Mix                    | 6:37    |  |
| 2.                              | "Umbrella" | Jody Den Broeder Mix Clube              | 9:13    |  |
| 3.                              | "Umbrella" | The Lindbergh Palace Remixe             | 7:54    |  |
| 4.                              | "Umbrella" | Jody Den Broeder Electric Clube Remixe  | 7:57    |  |
| 5.                              | "Umbrella" | The Lindbergh Palace Dub Remixe         | 6:46    |  |
| 6.                              | "Umbrella" | Edição de rádio de Seamus Haji          | 4:01    |  |
| 7.                              | "Umbrella" | Edição de rádio de The Lindbergh Palace | 3:54    |  |

## Créditos e equipe
Todo o processo de elaboração de "Umbrella" atribui os seguintes créditos:
| Gravação - Direitos autorais fonográficos: Island Def Jam Music Group - Licenciado: Mercury Records Ltd. - Gravado: Westlake Recording Studios (Los Angeles) - Mixagem: Larrabee North Studios (Hollywood) | Produção e instrumentação - "Tricky" Stewart: produção musical - The-Dream: escrita - Kuk Harrell: produção musical - Rihanna: vocais principais - Jay-Z: versos de rap |

## Desempenho comercial

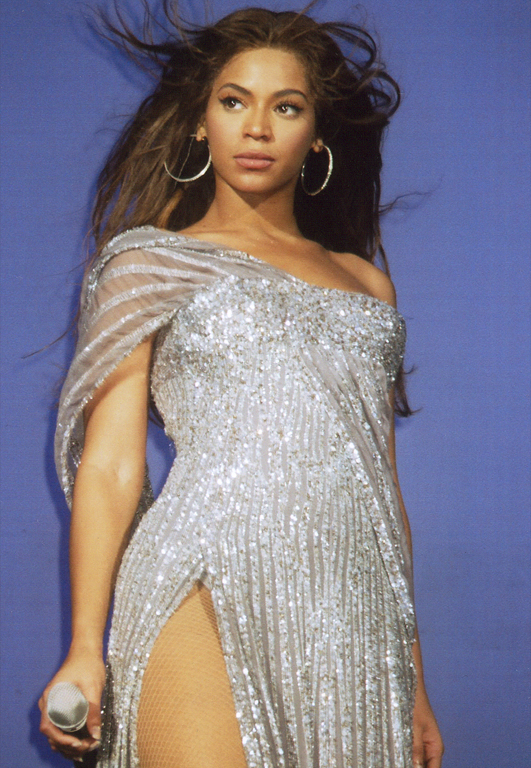
Nos Estados Unidos, "Umbrella" foi a segunda canção com melhores resultados na Billboard Hot 100 em 2007, apenas atrás de "Irreplaceable", de Beyoncé (imagem).

Nos Estados Unidos, "Umbrella" estreou na 91.ª posição da parada musical Billboard Hot 100 na edição de 28 de abril de 2007. Subiu para o número 72 na semana seguinte, e para 63 em sua terceira edição. Em sua quarta, quinta e sexta semana na parada, ascendeu progressivamente para os números 52, 44 e 41. Antes de seu lançamento físico, "Umbrella" alcançou a maior estreia em seis anos de existência da loja iTunes nos Estados Unidos, quebrando um recorde anteriormente detido por "Hips Don't Lie", de Shakira e Wyclef Jean. Após seu lançamento digital, a faixa subiu para o número um na edição de 9 de junho de 2007, em sua sétima semana na parada. Posteriormente, estreou no topo da tabela genérica Hot Digital Songs, com vendas na primeira semana de mais de 277 mil unidades. Essa quantia foi a maior estreia de uma música por vendas digitais nos Estados Unidos desde que a Nielsen SoundScan começou a rastrear downloads em 2003, superando o recorde de 250 mil vendas de "SexyBack", de Justin Timberlake, em 2006. "Umbrella" é a segunda canção de Rihanna a conquistar a liderança da Billboard Hot 100, seguindo "SOS" (2006), que também foi notado por seu grande salto para o primeiro lugar com base apenas em vendas digitais. Significativamente sustentado pela forte execução nas rádios — e, assim, impedindo "Party Like a Rockstar", do grupo de rap Shop Boyz de avançar na parada —, "Umbrella" liderou-a por sete semanas consecutivas. Com esses excelentes resultados, se tornou a segunda música com melhor desempenho na Billboard Hot 100 em 2007, atrás apenas de "Irreplaceable", de Beyoncé, que a comandou por dez semanas no total.
"Umbrella" entrou nos 50 primeiros lugares da Radio Songs, na edição de 28 de abril de 2007, no número 42. Na semana seguinte, subiu para 29, e alcançou o top vinte em sua quarta edição na tabela, ocupando o número 17. Entrou nos cinco primeiros lugares da mesma na atualização de 2 de junho, no número três. Finalmente alcançou o ápice na edição de 14 de julho de 2007, a qual permaneceu por quatro semanas consecutivas. Na Pop Songs, "Umbrella" debutou no número 77 em 28 de abril de 2007. Em sua segunda atualização subiu para 61, e para 51 em sua terceira. Em sua quarta edição na parada, subiu para 36. Na edição de 9 de junho, sua oitava semana na parada, "Umbrella" saltou do 31.º para o primeiro lugar. Totalizou seis atualizações consecutivas no posto. A obra debutou no número 69 da parada Hot R&B/Hip-Hop Songs, na edição de 21 de abril de 2007. Subiu para 52 na semana seguinte e, na edição de 9 de junho, chegou aos vinte primeiros colocados ao ficar em 17.º lugar. Alcançou o top dez na edição de 16 de junho e, na semana seguinte, ficou no 6.º lugar obtendo o 'Maior Ganho' em vendas e execuções nas rádios daquele período. Conquistou o número quatro como melhor, em 14 de julho. Já na Hot Dance Club Songs estreou no número 36, na edição datada em 9 de junho. Na atualização seguinte, saltou para 25. A canção ascendeu ao top dez da parada na semana seguinte, chegando ao número nove. Em sua quarta edição, subiu para quatro. Ocupou o cume da parada na edição datada em 7 de julho, a qual permaneceu por duas atualizações. Mais tarde, "Umbrella" recebeu um certificação de diamante (10x platina) pela Recording Industry Association of America (RIAA), denotando 10 milhões de unidades comercializadas em território estadunidense.
No Canadá estreou em primeiro lugar, tornando-se a primeira música a chegar ao topo da então recém-lançada Canadian Hot 100. Já no Brasil, conquistou o 3.º posto como melhor da tabela monitorada pela Crowley Broadcast Analysis (CBA) na semana de 3 a 7 de julho de 2007. Foi mais tarde certificado como diamante pela Pro-Música Brasil (PMB), ao exceder 250 mil unidades adquiridas. A CBA a reconheceu como a 5.ª e a 86.ª música de maior sucesso nas rádios do país em 2007 e 2008, respectivamente. Na Oceania, debutou na colocação máxima da australiana ARIA Charts em 10 de junho de 2007. Tornou-se a segunda canção de Rihanna no posto, seguindo "SOS" (2006), a qual permaneceu por seis semanas consecutivas. Desde então, cinco certificados de platina foram emitidos pela Australian Recording Industry Association (ARIA), denotando mais de 350 mil cópias comercializadas na Austrália. Passou um total de 32 semanas na parada e encerrou como o terceiro single que mais vendeu no país em 2007. Na Nova Zelândia, estreou na parada Recorded Music NZ (RMNZ) ocupando a 34.ª ocupação em 14 de maio de 2007. Nas duas semanas seguintes, caiu uma posição e depois subiu para 33. Em sua quarta edição na tabela, saltou para o topo da mesma, tornando-se a segunda faixa de Rihanna a ocupar o posto, depois de "Pon de Replay" (2005). Com um total de 24 semanas na parada, a obra liderou-a por seis edições consecutivas. A RMNZ reconheceu 15 mil unidades adquiridas no território com uma certificação de platina. Posteriormente se tornou o single mais bem sucedido no país em 2007.

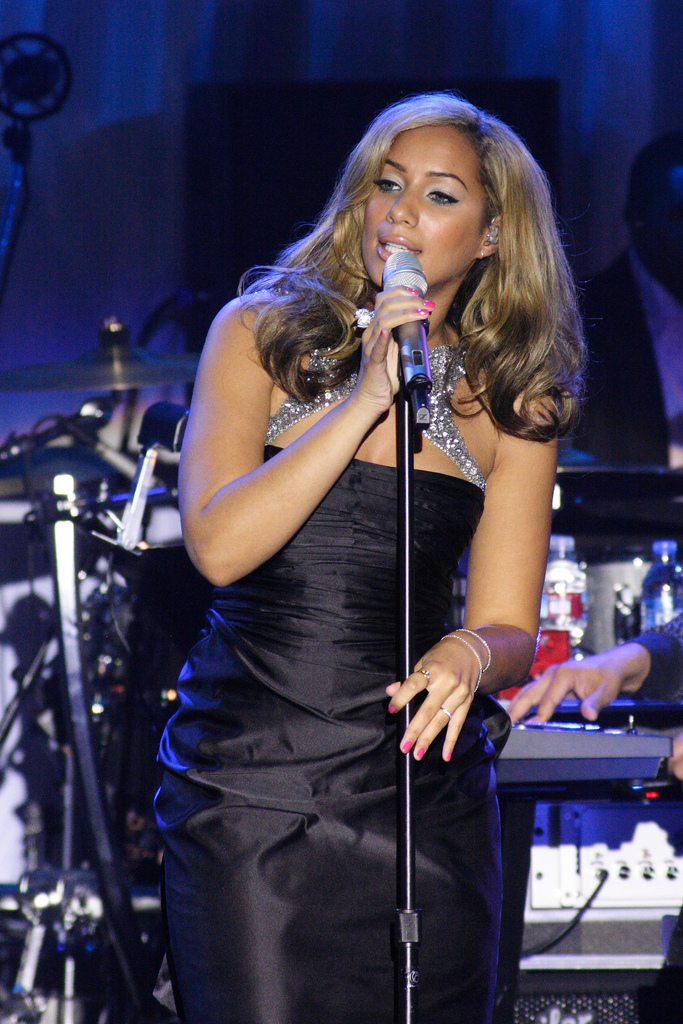
No Reino Unido, "Umbrella" foi a segunda canção com melhores resultados na UK Singles Chart em 2007, apenas atrás de "Bleeding Love", de Leona Lewis (imagem).

"Umbrella" obteve grande sucesso na Europa, principalmente no Reino Unido. Estreou diretamente no ápice da UK Singles Chart — apenas com base nas compras por intermédio digital —, tornando-se a primeira música de Rihanna a liderá-la e o terceiro de Jay-Z. Durante a quarta semana de permanência da obra na parada, a cantora ganhou pela primeira vez o reconhecimento 'Chart Double' uma vez que conseguiu emplacar um single e um álbum (Good Girl Gone Bad ) liderando as paradas britânicas de singles e álbuns simultaneamente. Com nove semanas consecutivas em primeiro lugar, "Umbrella" tornou-se a música na década de 2000 que mais tempo liderou a UK Singles Chart. Até então, um recorde pertencente a "Crazy", do grupo americano Gnarls Barkley. Quando alcançou um total de dez semanas no posto, obteve o reinado mais longevo no país no século XXI até então. Além disso, tornou Rihanna o sétimo artista na história a comandar a tabela por dez semanas consecutivas. Até o final de 2008, com mais de 600 mil unidades adquiridas no Reino Unido, tornou-se seu single que mais vendeu da intérprete na época, antes de ser sucedido por "Love the Way You Lie", uma colaboração com Eminem dois anos depois, em 2010. Encerrou como a segunda música mais adquirida de 2007 no país, atrás apenas de "Bleeding Love", de Leona Lewis. No total, "Umbrella" acumulou 51 semanas oscilando na UK Singles Chart, o que a converteu na 20.ª canção com a maior permanência de todos os tempos. Além disso, constou na contagem das músicas com melhor desempenho na tabela por três anos seguidos; número um em 2007, 18 em 2008 e 99 em 2009. Consequentemente, foi reconhecido como platina quádrupla pela British Phonographic Industry (BPI), representando 2 milhões e 400 mil vendas; esse valor, é, na realidade, um somatório de suas vendas puras e streams.
"Umbrella" teve sucesso semelhante em outras partes da Europa, liderando as paradas por longos períodos, incluindo por nove semanas na Suíça, sete na Noruega, cinco na Alemanha, quatro na Áustria e três na Bélgica. Também alcançou o primeiro lugar na Dinamarca e Hungria. Na Espanha, a música obteve oito vezes a certificação de platina pela Productores de Música de España (PROMUSICAE), denotando mais de 160 mil exemplares adquiridos.  Além disso, a faixa constou entre os cinco primeiros colocados na Finlândia, Itália, Países Baixos, República Tcheca e Suécia. Na Ásia, há apenas um certificado de ouro, emitido pela Recording Industry Association of Japan (RIAJ), por vender mais de 100 mil cópias em formato ringtone no Japão. Em todo o mundo, com mais de 6 milhões e 600 mil unidades adquiridas, é um temas mais vendidos de todos os tempos. Em fevereiro de 2023 — como consequência da apresentação de Rihanna no show do intervalo do Super Bowl LVII —, chegou ao número 32 da parada Billboard Global 200.
| País — Tabela musical (2007–24)         | Melhor posição |
| --------------------------------------- | -------------- |
| Alemanha (GfK Entertainment Charts)     | 1              |
| Austrália (ARIA Charts)                 | 1              |
| Áustria (Ö3 Austria Top 40)             | 1              |
| Bélgica (Ultratop 50 de Flandres)       | 1              |
| Bélgica (Ultratop 40 de Valônia)        | 3              |
| Brasil (Crowley)                        | 3              |
| Canadá (Canadian Hot 100)               | 1              |
| Dinamarca (Tracklisten)                 | 1              |
| Escócia (OCC)                           | 1              |
| Estados Unidos (Adult Pop Airplay)      | 28             |
| Estados Unidos (Billboard 100)          | 1              |
| Estados Unidos (Dance Club Songs)       | 1              |
| Estados Unidos (Dance/Mix Show Airplay) | 1              |
| Estados Unidos (Hot R&B/Hip-Hop Songs)  | 4              |
| Estados Unidos (Latin Pop Airplay)      | 19             |
| Estados Unidos (Mainstream Top 40)      | 2              |
| Estados Unidos (Rhythmic Songs)         | 3              |
| Europa (European Hot 100 Singles)       | 1              |
| Europa (Euro Digital Songs)             | 1              |
| Finlândia (IFPI Finlândia)              | 2              |
| França (SNEP)                           | 6              |
| Grécia (IFPI Grécia)                    | 1              |
| Hungria (Rádiós Top 40)                 | 1              |
| Hungria (Single Top 40)                 | 5              |
| Irlanda (IRMA)                          | 1              |
| Itália (FIMI)                           | 3              |
| Mundo (Billboard Global 200)            | 37             |
| Nova Zelândia (Recorded Music NZ)       | 1              |
| Noruega (VG-lista)                      | 1              |
| Panamá (Record Report)                  | 118            |
| Países Baixos (Dutch Top 40)            | 2              |
| Países Baixos (Single Top 100)          | 2              |
| Reino Unido (UK Singles Chart)          | 1              |
| Reino Unido (UK R&B Chart)              | 1              |
| República Checa (IFPI Česká Republika)  | 2              |
| Rússia (Tophit)                         | 1              |
| Suécia (Sverigetopplistan)              | 2              |
| Suíça (Schweizer Hitparade)             | 1              |
| Venezuela (Record Report)               | 1              |

| País — Tabela musical (2000–2009)   | Posição |
| ----------------------------------- | ------- |
| Alemanha (GfK Entertainment Charts) | 72      |
| Austrália (ARIA Charts)             | 67      |
| CEI (TopHit)                        | 34      |
| Estados Unidos (Billboard Hot 100)  | 57      |
| Estados Unidos (Digital Song Sales) | 27      |
| Estados Unidos (Hot Ringtones)      | 29      |
| Estados Unidos (Radio Songs)        | 75      |
| Rússia (TopHit)                     | 28      |
| Reino Unido (UK Singles Chart)      | 33      |

| País — Tabela musical (2007)            |         |
| --------------------------------------- | ------- |
| Alemanha (GfK Entertainment Charts)     | 5       |
| Austrália (ARIA Charts)                 | 3       |
| Áustria (Ö3 Austria Top 40)             | 2       |
| Bélgica (Ultratop 50 de Flandres)       | 5       |
| Bélgica (Ultratop 40 de Valônia)        | 10      |
| Brasil (CBA)                            | 5       |
| CEI (TopHit)                            | 9       |
| Estados Unidos (Billboard Hot 100)      | 2       |
| Estados Unidos (Dance Club Songs)       | 40      |
| Estados Unidos (Dance/Mix Show Airplay) | 1       |
| Estados Unidos (Hot R&B/Hip-Hop Songs)  | 39      |
| Estados Unidos (Rhythmic Songs)         | 3       |
| Europa (European Hot 100 Singles)       | 1       |
| França (SNEP)                           | 46      |
| Hungria (MAHASZ)                        | 11      |
| Irlanda (IRMA)                          | 2       |
| Itália (FIMI)                           | 11      |
| Nova Zelândia (Recorded Music NZ)       | 1       |
| Países Baixos (Dutch Top 40)            | 8       |
| Países Baixos (Single Top 100)          | 6       |
| Reino Unido (UK Singles Chart)          | 2       |
| Reino Unido (Music Week)                | 7       |
| Rússia (TopHit)                         | 5       |
| Suécia (Sverigetopplistan)              | 9       |
| Suíça (Schweizer Hitparade)             | 2       |
| País — Tabela musical (2008)            | Posição |
| Canadá (Canadian Hot 100)               | 97      |
| Brasil (CBA)                            | 86      |
| Reino Unido (UK Singles Chart)          | 94      |
| Suíça (Schweizer Hitparade)             | 86      |

| Região | Certificação | Vendas      |
| --- | ------------ | ----------- |
| Alemanha (BVMI) | 2× Platina   | 600 000‡    |
| Austrália (ARIA | 5× Platina   | 350 000‡    |
| Bélgica (BEA) | Platina      | 50 000*     |
| Brasil (Pro-Música Brasil) | Diamante     | 250 000‡    |
| Brasil (Pro-Música Brasil) | Platina      | 60 000*     |
| Dinamarca (IFPI Dinamarca) | 2× Platina   | 30 000^     |
| Espanha (PROMUSICAE) | 8× Platina   | 160 000^    |
| Espanha (PROMUSICAE) Toque de celular | 10× Platina  | 200 000‡    |
| Espanha (PROMUSICAE) Após 2015 | 2× Platina   | 120 000‡    |
| Estados Unidos (RIAA) | 10× Platina  | 10 000 000‡ |
| Estados Unidos (RIAA) Mastertone | 2× Platina   | 2 000 000‡  |
| Itália (FIMI) Vendas pós 2009 | 2× Platina   | 200 000‡    |
| Japão (RIAJ) Toque de chamada | Ouro         | 250 000*    |
| Nova Zelândia (RIANZ) | 5× Platina   | 1 500 000‡  |
| Reino Unido (BPI) | 4× Platina   | 2 400 000‡  |
| Suécia (GLF) | 2× Platina   | 40 000‡     |
| Suíça (IFPI Suíça) | Ouro         | 15 000^     |
| ^distribuições baseadas apenas na certificação *números de vendas baseados somente na certificação ‡ vendas+valores de streaming baseados somente na certificação |              |             |

## Histórico de lançamento
| Região         | Data                | Formato                               | Edição                             | Gravadora(s)    | Ref.    |
| -------------- | ------------------- | ------------------------------------- | ---------------------------------- | --------------- | ------- |
| Vários         | 29 de março de 2007 | Original                              | Streaming                          | Def Jam         | [ 13 ]  |
| Estados Unidos | 24 de abril de 2007 | Original                              | Rádios mainstream, rhythmic, urban | Def Jam         | [ 13 ]  |
| Alemanha       | 25 de maio de 2007  | Original                              | CD single maxi- single             | Universal Music | [ 269 ] |
| Reino Unido    | 28 de maio de 2007  | Original                              | Maxi-single                        | Mercury         | [ 270 ] |
| Estados Unidos | 17 de julho de 2007 | Travis Barker Remix                   | Download digital                   | Def Jam         | [ 271 ] |
| França         | 23 de julho de 2007 | Original                              | CD                                 | Barclay         | [ 272 ] |
| Estados Unidos | 31 de julho de 2007 | Seamus Haji & Paul Emanuel Club Remix | Download digital                   | Def Jam         | [ 273 ] |
| Estados Unidos | 31 de julho de 2007 | The Lindbergh Palace Remix            | Download digital                   | Def Jam         | [ 274 ] |
| Estados Unidos | 31 de julho de 2007 | Jody den Broeder Lush Club Remix      | Download digital                   | Def Jam         | [ 275 ] |